# Anionové okno
Anionové okno (též aniontové; anglicky anion gap) je rozdíl zjištěných kationtů a aniontů v séru, plazmě nebo moči. Velikost tohoto rozdílu (čili „okna“) v séru se často zjišťuje při snaze identifikovat příčinu metabolické acidózy. Čím je okno oproti normálu větší, tím těžší acidóza je diagnostikována.
Termín se nejčastěji používá v souvislosti s krevním sérem, nicméně i anionové okno v moči je klinicky významnou veličinou.

## Výpočet
Veličina se vyjadřuje v miliekvivalentech na litr (mEq/l) nebo v milimolech na litr (mmol/l).

### S draslíkem
Vypočítá se odečtením sérové koncentrace chloridu a hydrogenuhličitanu (aniontů) od koncentrace sodíku a draslíku (kationtů):
= ( [Na+]+[K+] ) − ( [Cl−]+[HCO3−] )

### Bez draslíku (pro denní praxi)
Draslík se často ignoruje, protože jeho koncentrace jsou nízké a má tedy malý vliv na vypočítané okno. Proto po vynechání draslíku zůstane tato rovnice:
= ( [Na+] ) − ( [Cl−]+[HCO3−] )